# Bréhain-la-Ville
Bréhain-la-Ville este o comună franceză situată în departamentul Meurthe-et-Moselle, în regiunea Grand Est.

## Geografie

### Comune limitrofe
| Villers-la-Montagne | Tiercelet | Villerupt  |
| Morfontaine         |           | Crusnes    |
| Fillières           |           | Errouville |

### Hidrografie
Comuna este traversată de linia de separare a apelor între bazinele hidrografice ale Rinului și Meusei, în cadrul bazinului Rhin-Meuse. Nu este drenată de niciun curs de apă.

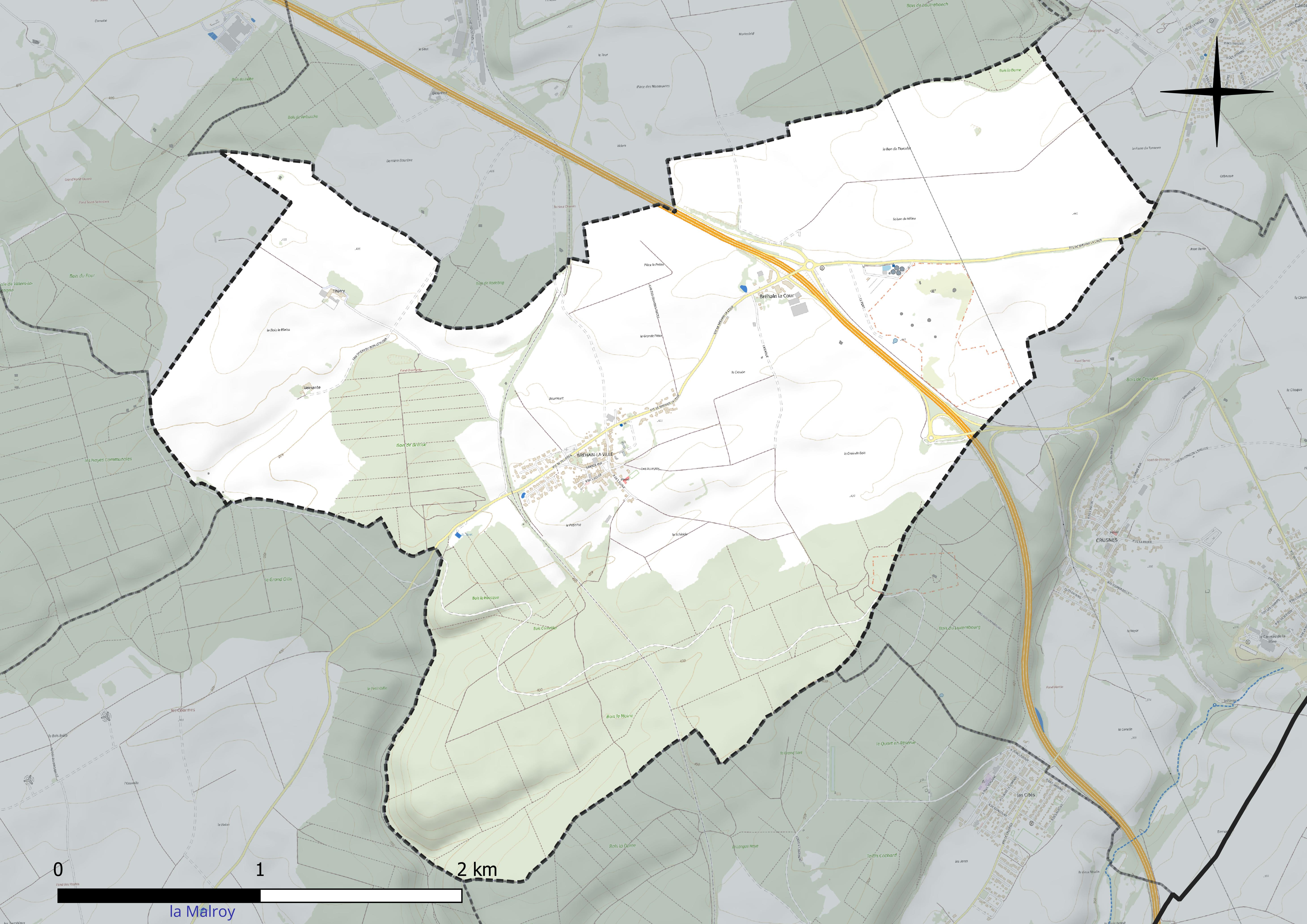
Bréhain-la-Ville - rețeaua hidrografică.

### Climă
În 2010, clima comunei era de tip montan, conform unui studiu al CNRS, bazat pe o serie de date aferente perioadei 1971-2000. În 2020, Météo-France a publicat o tipologie a climatului din Franța metropolitană, în care comuna este clasificată cu un climat semi-continental și se află în regiunea climatică Lorena, platoul Langres, Morvan, caracterizată printr-o iarnă aspră (1,5 °C), vânturi moderate și ceață frecventă în toamnă și iarnă.
Pentru perioada 1971-2000, temperatura medie anuală este de 8,8 °C, cu o amplitudine termică anuală de 16,7 °C. Cantitatea medie anuală de precipitații este de 936 mm, cu 13,5 zile de precipitații în ianuarie și 9,4 zile în iulie. Pentru perioada 1991-2020, temperatura medie anuală observată la stația meteorologică cea mai apropiată, situată în comuna Villette la 24 km distanță în linie dreaptă, este de 10,1 °C, iar cantitatea medie anuală de precipitații este de 909,4 mm.
Pentru viitor, parametrii climatici estimati pentru comună, pentru anul 2050, conform diferitelor scenarii de emisii de gaze cu efect de seră, pot fi consultati pe un site dedicat publicat de Météo-France în noiembrie 2022.

## Urbanism

### Tipologie
La 1 ianuarie 2024, Bréhain-la-Ville este clasificată ca o comună rurală cu habitat dispersat, conform noii grile comunale de densitate cu șapte niveluri definită de INSEE (Institutul Național de Statistică și Studii Economice) în 2022. Este situată în afara unității urbane. De asemenea, comuna face parte din zona metropolitană a Luxemburgului (partea franceză), fiind o comună din coroana acesteia. Această zonă, care cuprinde 115 comune, este clasificată în categoriile de 700 000 de locuitori sau mai mult (exceptând Parisul).

### Utilizarea terenului
Ocuparea solului comunei, așa cum reiese din baza de date europeană de ocupare biofizică a solului Corine Land Cover (CLC), este marcată de importanța teritoriilor agricole (66,9% în 2018), o proporție identică cu cea din 1990 (66,9%). Repartiția detaliată în 2018 este următoarea: terenuri arabile (61,1%), păduri (33,1%), zone agricole eterogene (3,3%), pajiști (2,6%). Evoluția ocupării terenurilor în comună și a infrastructurilor sale poate fi observată pe diferitele reprezentări cartografice ale teritoriului: harta Cassini (secolul XVIII), harta de stat-major (1820-1866) și hărțile sau fotografiile aeriene ale IGN pentru perioada actuală (1950 până în prezent).

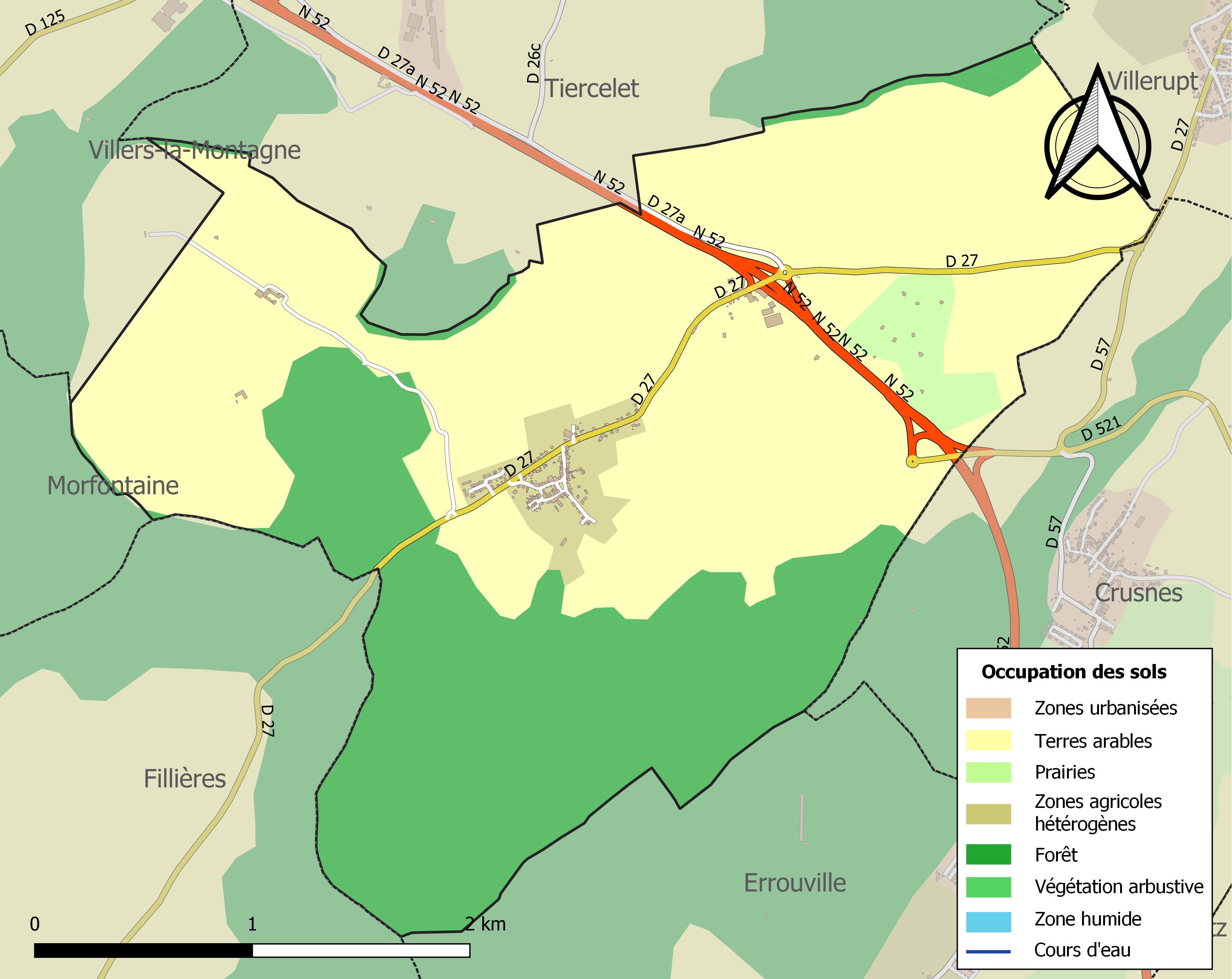
Harta infrastructurii și utilizării terenului a comunei în 2018 (CLC).

## Toponimie
Bréhain-la-Ville este atestat sub formele Berchem (1169); Brehem (1178); Breheim (1178); Brehem; Berckhyem (1206); Brihenas (1284); Bergheim (1341); Berghegin (1341); „Brehein-la-Ville sus lai vieille voye” (1400); Brehan-la-Ville (1594); Brehen (1600); Breheim-la-Ville (1627), Brehain la Ville (1793), Brehen (1801).
Leit-Bierchem și Bréheem în luxemburgheză.
Bréhain-la-cour, fost cătun al comunei Bréhain-la-Ville, este atestat sub formele Brehain-la-Court (1576); Brehaim-la-Court (1627); Brehain-la-Cour sau la Tour (secolul al XVIII-lea); La Cour (1793).
Haff-Bierchem în luxemburgheză.
Numele Bréhain provine din germanicul berg „munte” și heim „casă, sat”.
Bréhain-la-Ville, cu anexa sa Bréhain-la-Cour, este un mic sat din Pays-Haut, situat pe punctul culminant al platoului agricol.

## Istorie
Se spune că ar fi fost fondată de germani care i-ar fi dat numele „Berg Heim”, locuința de pe munte. A fost atașată districtului din Villers-la-Montagne după 1750.
Ludovic al XIV-lea a locuit cu curtea sa într-un cătun vecin care a luat numele de Bréhain-la-Cour, în timp ce restul suitei sale, Ville, a locuit în satul care a devenit Bréhain-la-Ville.
Bréhain-la-Cour a fost atașat comunei Bréhain-la-Ville între 1790 și 1794.

## Populația și societatea

### Date demografice
Evoluția numărului de locuitori este cunoscută prin recensămintele populației efectuate în comună începând din 1793. Pentru comunele cu mai puțin de 10 000 de locuitori, un recensământ al întregii populații este realizat la fiecare cinci ani, populațiile legale pentru anii intermediari fiind estimate prin interpolare sau extrapolare.
În 2022, comuna număra 451 locuitori, în creștere cu +17,75 % față de 2016 (Meurthe-et-Moselle: -0,13 %, Franța fără Mayotte: +2,11 %).
| An        | 1793 | 1806 | 1841 | 1861 | 1876 | 1886 | 1901 | 1921 | 1936 | 1962 | 1982 | 2006 | 2014 | 2022 |
| --------- | ---- | ---- | ---- | ---- | ---- | ---- | ---- | ---- | ---- | ---- | ---- | ---- | ---- | ---- |
| Populație | 150  | 179  | 239  | 317  | 255  | 227  | 265  | 196  | 220  | 197  | 175  | 254  | 351  | 451  |

## Cultură locală și patrimoniu

### Locuri și monumente
- Linia Maginot: fortificația Bréhain pe teritoriul cătunului Bréhain-la-Cour.
- Biserica parohială Saint-Denis din Bréhain-la-Ville, elemente constitutive: cruce monumentală, monument funerar, construită în 1757.